# Сентенарио (стадион)
«Сентенарио» (исп. Estadio Centenario) — футбольный стадион в городе Монтевидео, Уругвай. Построенный специально к чемпионату мира 1930 года, он вмещал тогда до 100 тысяч зрителей. Крупнейшая спортивная арена страны, имеет статус общенационального стадиона.

## История
«Сентенарио» занимает особое место в истории мирового футбола: здесь прошёл первый чемпионат мира 1930 года, и уругвайцы — олимпийские чемпионы, которые переживали тогда истинный «золотой век» на международной футбольной арене, — выиграли в финале у своих давних соперников, аргентинцев, — 4:2 (1:2 после первого тайма).
Новый стадион был построен в Монтевидео специально к чемпионату мира, который состоялся в год 100-летия принятия Конституции и окончательной независимости Уругвая (исп. Centenario — «столетие, столетний юбилей»). Однако, к открытию чемпионата «Сентенарио» был ещё не готов и первые матчи проходили на недостроенном стадионе. К финальному матчу все строительные работы были завершены.
С тех пор здесь регулярно проходят важные международные встречи, а также матчи чемпионата Южной Америки (который после отмены в 1984 году Британского домашнего чемпионата является самым старым продолжающимся поныне международным турниром), Межконтинентального кубка, клубного чемпионата Южной Америки (Кубок Либертадорес), а также Южноамериканский кубок и Рекопа Южной Америки. Из последних достижений сборной Уругвая на международной арене стоит отметить победу в чемпионате Южной Америки 1995 года, когда она обыграла в финале бразильцев по пенальти.
История уругвайского футбола тесно связана со стадионом в Монтевидео, поскольку на «Сентенарио» до 2010-х годов проводили домашние матчи два ведущих клуба страны — «Пеньяроль» и «Насьональ». Однако в последние годы «Насьональ» модернизировал свой стадион «Гран Парке Сентраль», а «Пеньяроль» построил новый «Кампеон-дель-Сигло». Однако финалы чемпионата Уругвая, важнейшие игры на международной арене, в том числе матчи сборной Уругвая, продолжают проводиться на «Сентенарио».
В 2021 году финалы обоих главных клубных турниров Южной Америки — Кубка Либертадорес и Южноамериканского кубка — пройдут с разницей в одну неделю на стадионе «Сентенарио». В связи с этим на стадионе в течение полугода велись работы по обновлению инфраструктуры — было установлено в два раза более мощное освещение (аналогичное тому, которое используется на стадионе «Сантьяго Бернабеу» в Мадриде), полностью заменён газон, обновлены трибуны и сиденья. Также за пределами стадиона установлены две осветительные мачты, которые будут включаться каждую ночь (вне зависимости от того, проходит ли на арене игра или нет) и освещать парк Батлье.

## Чемпионат мира 1930 года
Во время проведения первого чемпионата мира 1930 года на стадионе «Сентенарио» было сыграно 10 матчей: 7 матчей группового турнира, 2 полуфинала и финал.
| Дата         | Раунд      | Матч                | Счёт      |
| ------------ | ---------- | ------------------- | --------- |
| 18 июля 1930 | Группа C   | Уругвай — Перу      | 1:0 (0:0) |
| 19 июля 1930 | Группа A   | Аргентина — Мексика | 6:3 (3:1) |
| 19 июля 1930 | Группа A   | Чили — Франция      | 1:0 (0:0) |
| 20 июля 1930 | Группа B   | Бразилия — Боливия  | 4:0 (1:0) |
| 20 июля 1930 | Группа D   | Парагвай — Бельгия  | 1:0 (1:0) |
| 21 июля 1930 | Группа C   | Уругвай — Румыния   | 4:0 (4:0) |
| 22 июля 1930 | Группа A   | Аргентина — Чили    | 3:1 (2:1) |
| 26 июля 1930 | 1/2 финала | Аргентина — США     | 6:1 (1:0) |
| 27 июля 1930 | 1/2 финала | Уругвай — Югославия | 6:1 (3:1) |
| 30 июля 1930 | Финал      | Уругвай — Аргентина | 4:2 (1:2) |

## Другие соревнования

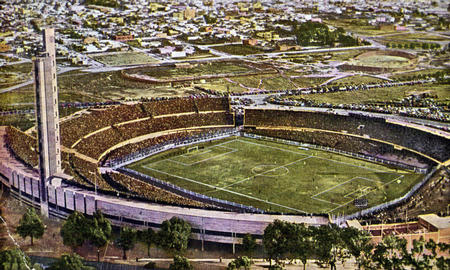
Заполненные трибуны «Сентенарио» в 1930 году.

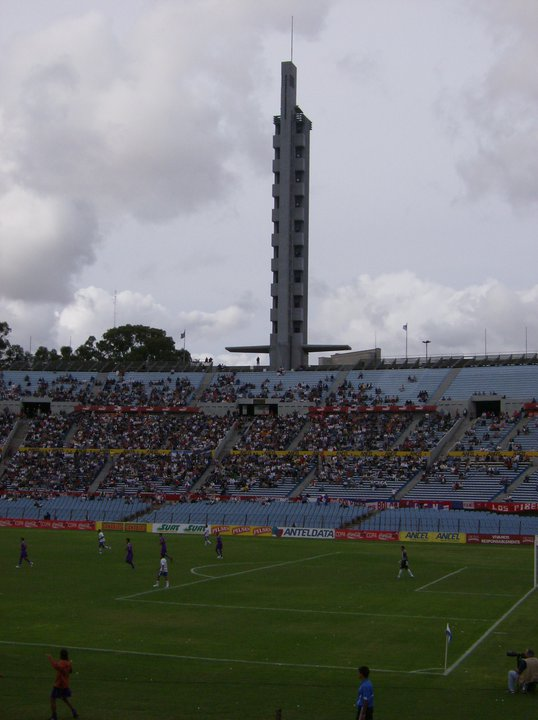
Олимпийская трибуна стадиона с вышкой.

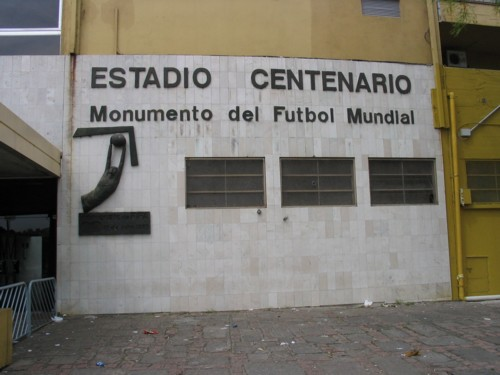
Надпись на фасаде стадиона: «Стадион Сентенарио. Памятник мирового футбола».

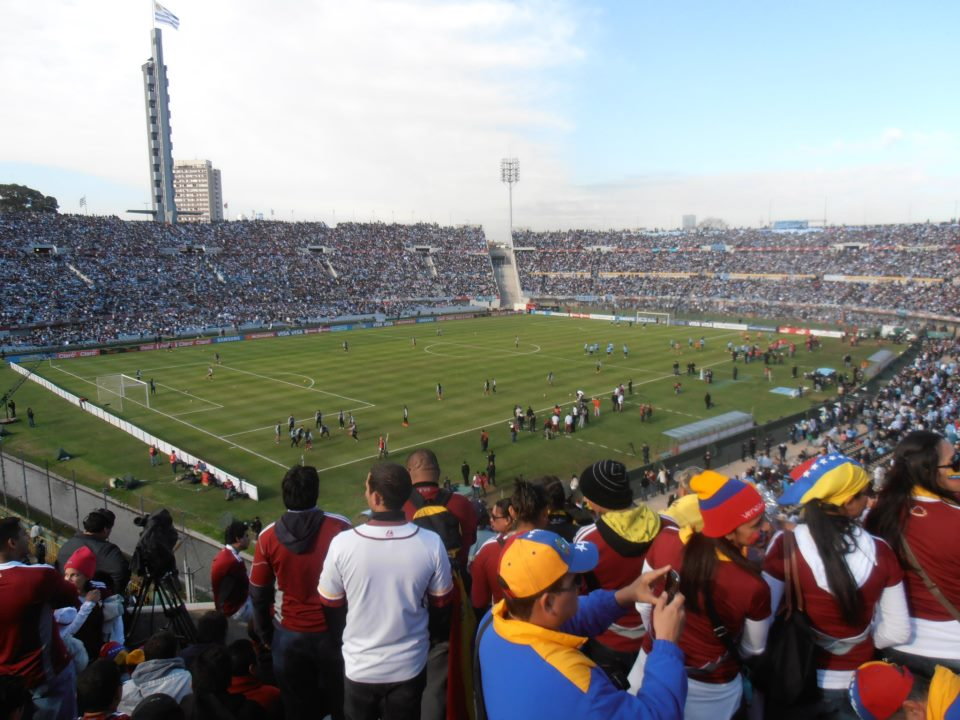
Трибуны стадиона во время игры Уругвай — Венесуэла (2012 год).

### Сборные
Помимо игр чемпионата мира 1930 года, «Сентенарио» стал ареной ряда других крупных международных турниров. Сборная Уругвая продолжила здесь традицию выигрывать абсолютно во всех домашних первенствах, заложенную ещё на первых чемпионатах Южной Америки.
- Чемпионат Южной Америки 1942
- Чемпионат Южной Америки 1956
- Чемпионат Южной Америки 1967
- Золотой кубок чемпионов мира 1980 года («Мундиалито»)
- Кубок Америки 1995

Кроме того, в 1983 году один из двух финалов Кубка Америки с участием Уругвая и Бразилии прошёл на «Сентенарио». Уругвайцы выиграли дома 2:0 и за счёт ничьей в Салвадоре (1:1) выиграли турнир.
Только на уровне юношеских и молодёжных сборных уругвайцы не сумели одержать побед в домашних чемпионатах, финал которых состоялся на «Сентенарио»:
- Чемпионат Южной Америки по футболу среди юношеских команд 1999 (до 17 лет) — чемпион Бразилия
- Чемпионат Южной Америки по футболу среди молодёжных команд 2003 (до 20 лет) — чемпион Аргентина

### Клубы
С учётом того, что в Южной Америке финалы международных турниров проходят в два матча (дома и в гостях), каждый выход в финал двух уругвайских грандов — «Пеньяроля» и «Насьоналя» — гарантированно обеспечивал «Сентенарио» статус одной из финальных арен розыгрыша. До 1979 года матчи Межконтинентального кубка проходили, в основном, по такой же схеме, и «Сентенарио» стал ареной нескольких финалов этого турнира. Кроме того, до 1987 года в Кубке Либертадорес мог проводиться третий матч на нейтральном поле, и если в финале не было уругвайских команд, зачастую этот матч проводился именно в Монтевидео. Также уругвайские клубы доходили до финалов других международных турниров, например, Суперкубка Либертадорес или Кубка КОНМЕБОЛ.
Финалы крупнейших международных клубных турниров:
| Год  | Турнир                   | Клуб-хозяин         | Соперник            |
| ---- | ------------------------ | ------------------- | ------------------- |
| 1960 | Кубок Либертадорес       | Пеньяроль           | Олимпия             |
| 1960 | Межконтинентальный кубок | Пеньяроль           | Реал Мадрид         |
| 1961 | Кубок Либертадорес       | Пеньяроль           | Палмейрас           |
| 1961 | Межконтинентальный кубок | Пеньяроль           | Бенфика             |
| 1961 | Межконтинентальный кубок | Пеньяроль           | Бенфика             |
| 1962 | Кубок Либертадорес       | Пеньяроль           | Сантос              |
| 1964 | Кубок Либертадорес       | Насьональ           | Индепендьенте       |
| 1965 | Кубок Либертадорес       | Пеньяроль           | Индепендьенте       |
| 1966 | Кубок Либертадорес       | Пеньяроль           | Ривер Плейт         |
| 1966 | Межконтинентальный кубок | Пеньяроль           | Реал Мадрид         |
| 1967 | Кубок Либертадорес       | Насьональ           | Расинг              |
| 1967 | Межконтинентальный кубок | Расинг              | Селтик              |
| 1968 | Кубок Либертадорес       | Эстудиантес         | Палмейрас           |
| 1969 | Кубок Либертадорес       | Насьональ           | Эстудиантес         |
| 1970 | Кубок Либертадорес       | Пеньяроль           | Эстудиантес         |
| 1971 | Кубок Либертадорес       | Насьональ           | Эстудиантес         |
| 1971 | Межконтинентальный кубок | Насьональ           | Панатинаикос        |
| 1973 | Кубок Либертадорес       | Индепендьенте       | Коло-Коло           |
| 1977 | Кубок Либертадорес       | Бока Хуниорс        | Крузейро            |
| 1980 | Кубок Либертадорес       | Насьональ           | Интернасьонал       |
| 1981 | Кубок Либертадорес       | Фламенго            | Кобрелоа            |
| 1982 | Кубок Либертадорес       | Пеньяроль           | Кобрелоа            |
| 1983 | Кубок Либертадорес       | Пеньяроль           | Гремио              |
| 1987 | Кубок Либертадорес       | Пеньяроль           | Америка Кали        |
| 1988 | Кубок Либертадорес       | Насьональ           | Ньюэллс Олд Бойз    |
| 1989 | Рекопа Южной Америки     | Насьональ           | Расинг              |
| 1990 | Суперкубок Либертадорес  | Насьональ           | Олимпия             |
| 1993 | Кубок КОНМЕБОЛ           | Пеньяроль           | Ботафого            |
| 1994 | Кубок КОНМЕБОЛ           | Пеньяроль           | Сан-Паулу           |
| 2011 | Кубок Либертадорес       | Пеньяроль           | Сантос              |
| 2021 | Южноамериканский кубок   | Атлетико Паранаэнсе | Ред Булл Брагантино |
| 2021 | Кубок Либертадорес       | Палмейрас           | Фламенго            |

- Курсивом обозначены дополнительные финалы на нейтральном поле
- Полужирным выделены команды, которые в итоге победили в турнире